# Матија Шаркић
Матија Шаркић (Гримсби, 23. јул 1997 — Будва, 15. јун 2024) био је црногорски фудбалер који је играо на позицији голмана и наступао је за репрезентацију Црне Горе.

## Клупска каријера
Шаркић је прошао омладинску школу фудбала белгијског клуба Андерлехт пре потписивања трогодишњег уговора са енглеским клубом Астон Вила 1. септембра 2015. Био је голман клуба за категорије испод 21. године. У априлу 2017. године био је резервни голман на утакмици против Рединга.
Дана 31. августа 2017. Шаркић се придружио Виган Атлетику на сезонском уговору о позајмици. У децембру 2018. године придружио се омладиском тиму клуба Стратфорд на позајмици.
Играо је за Хавант и Ватерлувил, Ливингстон, Вулверхемптон вондерерсе, био на позајмицама у Шрузбери Тауну, Бирмингем Ситију и Стоук Ситију. Од 2023. до изненаде смрти 2024. играо је за Милвол.

## Репрезентативна каријера
Шаркић је представљао фудбалску репрезентацију Црне Горе до 17 година на Европском првенству 2013. године. Играо је за репрезентације Црне Горе до 19 и 21 годину, као и за први тим државе.

## Приватни живот
Матија је имао брата близанца — Оливера Шаркића. Матијин отац Бојан је дипломата који је радио као амбасадор у Белгији и Уједињеном Краљевству.
Преминуо је изненада 15. јуна 2024. године у Будви.